# Massimo Oddo
Massimo Oddo (Pescara, Provincia de Pescara, Italia, 14 de junio de 1976) es un exfutbolista y actual entrenador italiano. Se desempeñaba en la posición de defensa. Actualmente dirige al S. P. A. L..

## Trayectoria como jugador
En su etapa como futbolista, Oddo era defensa. Debutó profesionalmente en 1992, siendo jugador del Renato Curi Angolana. Posteriormente formó parte de varios de los mejores equipos de su país, como el AC Milan y la SS Lazio, y también jugó en el Bayern de Múnich. Se retiró tras 20 años de carrera, en el US Lecce.

## Selección nacional
Fue internacional con la selección de fútbol de Italia en 34 ocasiones y marcó 1 gol. Debutó el 21 de agosto de 2002, en un encuentro amistoso ante la selección de Eslovenia que finalizó con marcador de 1-0 a favor de los eslovenos.

### Participaciones en Copas del Mundo
| Copa              | Sede     | Resultado | Partidos | Goles |
| ----------------- | -------- | --------- | -------- | ----- |
| Copa Mundial 2006 | Alemania | Campeón   | 1        | 0     |

### Participaciones en Eurocopas
| Copa          | Sede     | Resultado    | Partidos | Goles |
| ------------- | -------- | ------------ | -------- | ----- |
| Eurocopa 2004 | Portugal | Primera fase | 1        | 0     |

## Trayectoria como entrenador
Oddo debutó como entrenador en 2015, dirigiendo al equipo de su ciudad, el Pescara. Logró ascender al modesto conjunto italiano a la Serie A en su primera temporada en los banquillos al salir vencedor del "play-off", pero ya en la élite no pudo conseguir buenos resultados y terminó siendo despedido el 14 de febrero de 2017, dejando al equipo de los Abruzos en la última posición de la tabla.
El 21 de noviembre de 2017, Oddo fue contratado por el Udinese Calcio. Aunque debutó con derrota en el banquillo del Dacia Arena, luego obtuvo cinco victorias consecutivas que llevaron al equipo friulano al 8.º puesto al término de la primera vuelta de la Serie A. Sin embargo, luego el equipo encadenó 11 derrotas consecutivas y cayó en barrena, hasta el punto de bajar al 15.º lugar de la clasificación, con sólo 4 puntos de ventaja sobre los puestos de descenso. Esta mala racha de resultados fue el detonante para la destitución de Oddo el 24 de abril de 2018.
El 1 de noviembre de 2018, Oddo fue presentado como nuevo técnico del FC Crotone. Sin embargo, fue despedido el 28 de diciembre, tras no poder ganar ningún partido.
El 7 de junio de 2019, relevó a Alessandro Nesta al frente del AC Perugia. El 4 de enero de 2020, el club anunció su destitución, dejando al equipo en la 8.ª posición de la Serie B.

## Estadísticas

### Clubes

#### Como jugador
| Club | Div.          | Temporada     | Liga  | Liga  | Copas nacionales(1) | Copas nacionales(1) | Torneos internacionales(2) | Torneos internacionales(2) | Otros(3) | Otros(3) | Total | Total |
| Club | Div.          | Temporada     | Part. | Goles | Part.               | Goles               | Part.                      | Goles                      | Part.    | Goles    | Part. | Goles |
| --- | ------------- | ------------- | ----- | ----- | ------------------- | ------------------- | -------------------------- | -------------------------- | -------- | -------- | ----- | ----- |
| Renato Curi · Italia | 5.ª           | 1992-93       | 3     | 0     | —                   | —                   | —                          | —                          | —        | —        | 3     | 0     |
| U. S. Fiorenzuola · Italia | 3.ª           | 1995-96       | 19    | 0     | 3                   | 0                   | —                          | —                          | —        | —        | 22    | 0     |
| A. C. Monza · Italia | 3.ª           | 1996-97       | 4     | 0     | 2                   | 0                   | —                          | —                          | —        | —        | 6     | 0     |
| A. C. Monza · Italia | 2.ª           | 1998-99       | 30    | 4     | 1                   | 0                   | —                          | —                          | —        | —        | 31    | 4     |
| A. C. Monza · Italia | Total club    | Total club    | 34    | 4     | 3                   | 0                   | —                          | —                          | —        | —        | 37    | 4     |
| A. C. Prato · Italia | 3.ª           | 1996-97       | 16    | 0     | —                   | —                   | —                          | —                          | —        | —        | 16    | 0     |
| Calcio Lecco · Italia | 3.ª           | 1997-98       | 20    | 1     | —                   | —                   | —                          | —                          | —        | —        | 20    | 1     |
| S. S. C. Napoli · Italia | 2.ª           | 1999-00       | 36    | 1     | 9                   | 0                   | —                          | —                          | —        | —        | 45    | 1     |
| Hellas Verona F. C. · Italia | 1.ª           | 2000-01       | 32    | 4     | 2                   | 0                   | —                          | —                          | —        | —        | 34    | 4     |
| Hellas Verona F. C. · Italia | 1.ª           | 2001-02       | 32    | 6     | 1                   | 2                   | —                          | —                          | —        | —        | 33    | 8     |
| Hellas Verona F. C. · Italia | Total club    | Total club    | 64    | 10    | 3                   | 2                   | —                          | —                          | —        | —        | 67    | 12    |
| S. S. Lazio · Italia | 1.ª           | 2002-03       | 19    | 0     | 5                   | 0                   | 7                          | 0                          | —        | —        | 31    | 0     |
| S. S. Lazio · Italia | 1.ª           | 2003-04       | 31    | 1     | 7                   | 0                   | 6                          | 0                          | —        | —        | 44    | 1     |
| S. S. Lazio · Italia | 1.ª           | 2004-05       | 35    | 4     | 1                   | 0                   | 5                          | 0                          | 1        | 0        | 42    | 4     |
| S. S. Lazio · Italia | 1.ª           | 2005-06       | 35    | 7     | 3                   | 0                   | —                          | —                          | —        | —        | 38    | 7     |
| S. S. Lazio · Italia | 1.ª           | 2006-07       | 15    | 5     | 2                   | 0                   | —                          | —                          | —        | —        | 17    | 5     |
| S. S. Lazio · Italia | Total club    | Total club    | 135   | 17    | 18                  | 0                   | 18                         | 0                          | 1        | 0        | 172   | 17    |
| A. C. Milan · Italia | 1.ª           | 2006-07       | 10    | 1     | —                   | —                   | 7                          | 0                          | —        | —        | 17    | 1     |
| A. C. Milan · Italia | 1.ª           | 2007-08       | 25    | 1     | 1                   | 0                   | 6                          | 0                          | 2        | 0        | 34    | 1     |
| A. C. Milan · Italia | 1.ª           | 2009-10       | 14    | 0     | —                   | —                   | 4                          | 0                          | —        | —        | 18    | 0     |
| A. C. Milan · Italia | 1.ª           | 2010-11       | 7     | 0     | 3                   | 0                   | —                          | —                          | —        | —        | 10    | 0     |
| A. C. Milan · Italia | Total club    | Total club    | 56    | 2     | 4                   | 0                   | 17                         | 0                          | 2        | 0        | 79    | 2     |
| Bayern de Múnich · Alemania | 1.ª           | 2008-09       | 18    | 0     | 2                   | 0                   | 7                          | 0                          | —        | —        | 27    | 0     |
| U. S. Lecce · Italia | 1.ª           | 2011-12       | 27    | 1     | —                   | —                   | —                          | —                          | —        | —        | 27    | 1     |
| Total carrera | Total carrera | Total carrera | 428   | 36    | 42                  | 2                   | 42                         | 0                          | 3        | 0        | 515   | 38    |
| (1) Incluye datos de la Copa Italia (1995-11) y Copa de Alemania (2008-09). (2) Incluye datos de la Copa de la UEFA (2002-05) y Liga de Campeones (2003-09). (3) Incluye datos de la Supercopa de Italia (2004), Supercopa de Europa (2007) y Copa Mundial de Clubes (2007). |               |               |       |       |                     |                     |                            |                            |          |          |       |       |

#### Como entrenador
| Club                     | Año           | Estadísticas | Estadísticas | Estadísticas | Estadísticas | Estadísticas | Estadísticas | Estadísticas | Estadísticas |
| Club                     | Año           | PD           | G            | E            | P            | GF           | GC           | Dif.         | G%           |
| ------------------------ | ------------- | ------------ | ------------ | ------------ | ------------ | ------------ | ------------ | ------------ | ------------ |
| Delfino Pescara · Italia | 2015-2017     | 80           | 30           | 19           | 31           | 114          | 121          | -7           | 37.50        |
| Udinese Calcio · Italia  | 2017-2018     | 24           | 7            | 3            | 14           | 33           | 37           | -4           | 29.17        |
| F. C. Crotone · Italia   | 2018          | 8            | 0            | 2            | 6            | 3            | 15           | -12          | 0.00         |
| Perugia Calcio · Italia  | 2019-2020     | 22           | 10           | 6            | 6            | 29           | 27           | +2           | 45.45        |
| Perugia Calcio · Italia  | 2020          | 5            | 2            | 0            | 3            | 7            | 8            | -1           | 40.00        |
| Delfino Pescara · Italia | 2020          | 11           | 1            | 2            | 8            | 8            | 23           | -15          | 9.09         |
| Calcio Padova · Italia   | 2022          | 18           | 11           | 3            | 4            | 18           | 10           | +8           | 61.11        |
| S. P. A. L. · Italia     | 2023-act.     | 14           | 3            | 5            | 6            | 13           | 19           | -6           | 21.43        |
| Total carrera            | Total carrera | 182          | 64           | 40           | 78           | 225          | 260          | -35          | 35.16        |

## Palmarés

### Como jugador

#### Campeonatos nacionales
| Título              | Club        | País   | Año  |
| ------------------- | ----------- | ------ | ---- |
| Copa Italia         | S. S. Lazio | Italia | 2004 |
| Serie A             | A. C. Milan | Italia | 2011 |
| Supercopa de Italia | A. C. Milan | Italia | 2011 |

#### Campeonatos internacionales
| Título                 | Club                | Sede     | Año  |
| ---------------------- | ------------------- | -------- | ---- |
| Copa Mundial de Fútbol | Selección de Italia | Alemania | 2006 |
| Liga de Campeones      | A. C. Milan         | Atenas   | 2007 |
| Supercopa de Europa    | A. C. Milan         | Mónaco   | 2007 |
| Copa Mundial de Clubes | A. C. Milan         | Yokohama | 2007 |

#### Distinciones individuales
| Distinción                                             | Año  |
| ------------------------------------------------------ | ---- |
| Collar de Oro al Mérito Deportivo                      | 2006 |
| Oficial de la Orden al Mérito de la República Italiana | 2006 |

### Como entrenador

#### Campeonatos nacionales
| Título               | Club          | País   | Año  |
| -------------------- | ------------- | ------ | ---- |
| Coppa Italia Serie C | Calcio Padova | Italia | 2022 |